# Riddarhusdirektionen
Riddarhusdirektionen styr det svenska Riddarhusets förvaltning och utses av adelsmötet. Direktionen är det högsta verkställande organet inom Riddarhuset medan adelsmötet är Riddarhusets högsta beslutande organ, och det organ som utser direktionen och som direktionen rapporterar till.
Riddarhusdirektionen inrättades 1634 och består av en ordförande, sex ordinarie ledamöter och tre suppleanter. Direktionens arbetsuppgift är att vara en "styrelse för vården av Ridderskapets och Adelns angelägenheter och ombesörjande av Riddarhusets förvaltning". Under direktionens förvaltning finns också 340 stiftelser. I sitt arbete biträdes direktionen av Riddarhusets kansli, som leds av riddarhussekreteraren.

## Ordförande
- 1668–1680: Magnus Gabriel De la Gardie
- 1680–1682: Johan Gabriel Stenbock
- 1682–1762: ?
- 1762–1778: Axel von Fersen
- 1778–1789: ?
- 1789–????: Magnus Fredrik Brahe
- 1789–1818: ?
- 1818–1842: Jacob De la Gardie
- 1842–1844: Magnus Brahe
- 1844–1851: Carl De Geer
- 1851–1855: ?
- 1855–1857: Folke Magnus Puke
- 1857–1857: Baltzar von Platen
- 1857–1860: Erik August Lewenhaupt
- 1860–1863: Carl Göran Mörner
- 1863–????: Gustaf Sparre
- 1875–1881: Henning Hamilton
- 1881–1899: Oscar Björnstjerna
- 1899–1907: Fredrik von Essen
- 1908–1909: Hjalmar Palmstierna
- 1910–1911: Otto Virgin
- 1911–1926: Hans Hansson Wachtmeister
- 1926–1930: Otto Printzsköld
- 1931–1935: Karl Toll
- 1936–1940: Henning Wachtmeister
- 1941–1944: Fredrik Riben
- 1944–1947: Eric Virgin
- 1947–1956: Helge Silverstolpe
- 1956–1965: Carl Hamilton
- 1965–1969: Thord C:son Bonde
- 1969–1974: Sten Ankarcrona
- 1974–1986: Edvard Reuterswärd
- 2001–????: Henric Ankarcrona
- ????–2019: Gustaf Wachtmeister af Johannishus
- 2019–2025: Patrik Tigerschiöld